# Ministerio de Obras Públicas, Servicios y Vivienda (Bolivia)
El Ministerio de Obras Públicas, Servicios y Vivienda (MOPSV) es el ministerio encargado de promover y gestionar los sectores de obras públicas, servicios y vivienda en Bolivia. El actual ministro de Ministerio de Obras Públicas, Servicios y Vivienda es Edgar Montaño.

## Viceministerios
- Viceministerio de Telecomunicaciones
- Viceministerio de Transportes
- Viceministerio de Vivienda

## Ministros
- Jorge Urquidi Barrau (2003-2005)
- Salvador Ric Riera (2006-2007)
- Jerges Mercado Suárez (2007)
- Walter Delgadillo (2009-2012)
- Vladimir Sánchez (2012-2015)
- Milton Claros Hinojosa (2015-2019)
- Oscar Coca Antezana (2008-2009) (2019)
- Yerko Núñez (2019)
- Iván Arias (2019-2020)
- Edgar Montaño (2020-presente)